# Lasioptera gibaushi
Lasioptera gibaushi är en tvåvingeart som beskrevs av Shinji 1939. Lasioptera gibaushi ingår i släktet Lasioptera och familjen gallmyggor. Inga underarter finns listade i Catalogue of Life.